# Mistrzostwa Europy w Piłce Ręcznej Mężczyzn 2014
Mistrzostwa Europy w Piłce Ręcznej Mężczyzn 2014 – jedenaste mistrzostwa Europy w piłce ręcznej mężczyzn, oficjalny międzynarodowy turniej piłki ręcznej o randze mistrzostw kontynentu organizowany przez EHF, mający na celu wyłonienie najlepszej męskiej reprezentacji narodowej w Europie. Odbywał się w dniach od 12 do 26 stycznia 2014 roku w czterech duńskich miastach. W turnieju wzięło udział szesnaście zespołów, automatycznie do mistrzostw zakwalifikowała się reprezentacja Danii jako mistrz Europy z 2012 i gospodarze zawodów. O pozostałe miejsca odbywały się turnieje eliminacyjne. Turniej służył jako jedna z kwalifikacji do Mistrzostw Świata 2015.
Trzeci tytuł mistrzowski zdobyła Francja w finale pokonując gospodarzy, trzecie miejsce po zwycięstwie nad Chorwacją zajęła zaś Hiszpania. Po zakończonym turnieju IHF opublikowała statystyki indywidualne i drużynowe, a także jakościowe.
Głównym nadawcą telewizyjnym była stacja Sport1. Po raz pierwszy od 1994 roku turniej był też transmitowany w Ameryce Łacińskiej.
Organizatorzy podali, iż frekwencja jeszcze przed meczami o medale wyniosła 316 tysiące widzów. Badania antydopingowe przeprowadzone podczas zawodów nie dały żadnego wyniku pozytywnego.

## Wybór organizatora
Wstępne zainteresowanie organizacją mistrzostw do 15 maja 2009 roku wyraziły cztery kraje: Francja, Chorwacja, Węgry i Dania. W wyznaczonym przez EHF upływającym 7 października 2009 roku ostatecznym terminie składania oficjalnych aplikacji swe kandydatury złożyły Dania i wspólnie Chorwacja z Węgrami. Po akceptacji obu ofert zostały poddane pod głosowanie podczas X Kongresu EHF w Kopenhadze 25 września 2010 roku. Kandydytura Danii otrzymała 24 głosy, a chorwacko-węgierska 22 głosy przy trzech wstrzymujących się.
Po raz pierwszy Dania będzie organizować turniej o mistrzostwo Europy mężczyzn, żeńskie imprezy tej rangi organizowała zaś w 1996, 2002 i wspólnie z Norwegią w 2010.

## Terminarz
1 lipca 2013 roku wraz z rozpoczęciem sprzedaży biletów ogłoszono terminarz zawodów.

## Obiekty
Do organizacji mistrzostw wytypowano początkowo pięć hal, na ostatecznej liście nie znalazła się jednak Arena Fyn z Odense.
| Kopenhaga        | AalborgAarhusKopenhagaHerning | Herning           |
| ---------------- | ----------------------------- | ----------------- |
| Brøndby Hallen   | AalborgAarhusKopenhagaHerning | Jyske Bank Boxen  |
| Pojemność: 5 600 | AalborgAarhusKopenhagaHerning | Pojemność: 14 000 |
|                  | AalborgAarhusKopenhagaHerning |                   |
| Aarhus           | AalborgAarhusKopenhagaHerning | Aalborg           |
| NRGi Arena       | AalborgAarhusKopenhagaHerning | Gigantium         |
| Pojemność: 5 000 | AalborgAarhusKopenhagaHerning | Pojemność: 4 600  |
|                  | AalborgAarhusKopenhagaHerning |                   |

## Eliminacje

Zakwalifikowane zespoły

### Zakwalifikowane zespoły
| Kraj               | Strefa kwalifikacyjna               | Mistrzostwa 2012 |
| ------------------ | ----------------------------------- | ---------------- |
| Dania              | Gospodarz i mistrz Europy 2012      | Mistrzostwo      |
| Hiszpania          | 1. miejsce w 1 grupie eliminacyjnej | 4. miejsce       |
| Macedonia Północna | 2. miejsce w 1 grupie eliminacyjnej | 5. miejsce       |
| Czechy             | 1. miejsce w 2 grupie eliminacyjnej | 14. miejsce      |
| Czarnogóra         | 2. miejsce w 2 grupie eliminacyjnej | –                |
| Francja            | 1. miejsce w 3 grupie eliminacyjnej | 11. miejsce      |
| Norwegia           | 2. miejsce w 3 grupie eliminacyjnej | 13. miejsce      |
| Chorwacja          | 1. miejsce w 4 grupie eliminacyjnej | 3. miejsce       |
| Węgry              | 2. miejsce w 4 grupie eliminacyjnej | 8. miejsce       |
| Szwecja            | 1. miejsce w 5 grupie eliminacyjnej | 12. miejsce      |
| Polska             | 2. miejsce w 5 grupie eliminacyjnej | 9. miejsce       |
| Islandia           | 1. miejsce w 6 grupie eliminacyjnej | 10. miejsce      |
| Białoruś           | 2. miejsce w 6 grupie eliminacyjnej | –                |
| Serbia             | 1. miejsce w 7 grupie eliminacyjnej | 2. miejsce       |
| Austria            | 2. miejsce w 7 grupie eliminacyjnej | –                |
| Rosja              | Najlepszy zespół z 3. miejsca       | 15. miejsce      |

## Losowanie
26 kwietnia 2013 roku opublikowano schemat losowania grup turnieju głównego, które zaplanowano na 21 czerwca tego roku w Jyske Bank Boxen. Trzy dni przed losowaniem organizatorzy przydzielili po jednym zespole do każdej z grup.
Przed losowaniem drużyny zostały podzielone na cztery koszyki. Rozstawiono je na podstawie wyników osiągniętych na Mistrzostwach Europy 2012 i eliminacji do eliminacji do Mistrzostw Europy 2014.
| Koszyk 1  |
| --------- |
| Dania     |
| Serbia    |
| Chorwacja |
| Hiszpania |

| Koszyk 2 |
| -------- |
| Czechy   |
| Islandia |
| Francja  |
| Szwecja  |

| Koszyk 3           |
| ------------------ |
| Macedonia Północna |
| Białoruś           |
| Węgry              |
| Polska             |

| Koszyk 4   |
| ---------- |
| Norwegia   |
| Austria    |
| Czarnogóra |
| Rosja      |

W wyniku losowania wyłonione zostały cztery grupy po cztery zespoły.
| Grupa A Herning    |
| ------------------ |
| Dania              |
| Czechy             |
| Macedonia Północna |
| Austria            |

| Grupa B Aalborg |
| --------------- |
| Hiszpania       |
| Islandia        |
| Węgry           |
| Norwegia        |

| Grupa C Aarhus |
| -------------- |
| Serbia         |
| Francja        |
| Polska         |
| Rosja          |

| Grupa D Kopenhaga |
| ----------------- |
| Chorwacja         |
| Szwecja           |
| Białoruś          |
| Czarnogóra        |

## Sędziowie
Lista dwunastu par sędziowskich została opublikowana pod koniec października 2013 roku.
- Andriej Housko / Siarhiej Riepkin
- Matija Gubica / Boris Milošević
- Václav Horáček / Jiří Novotný
- Martin Gjeding / Mads Hansen
- Óscar Raluy Lopez / Ángel Sabroso Ramirez
- Thierry Dentz / Denis Reibel
- Lars Geipel / Marcus Helbig
- Zigmārs Stoļarovs / Renārs Līcis
- Ǵorg´i Naczewski / Sławe Nikołow
- Bogdan Nicolae Stark / Romeo Mihai Ștefan
- Nenad Nikolić / Dušan Stojković
- Nenad Krstić / Peter Ljubič

## Faza wstępna

### Grupa A
| 12 stycznia 201418:00 | Czechy                                                                                          | 20:30(9:14) | Austria | Jyske Bank Boxen, Herning Widzów: 13 000 Sędzia: Nenad Nikolić, Dušan Stojković |
| 12 stycznia 201418:00 | Filip Jícha 6 · Pavel Horák 5 · Jan Sobol 4 · Miroslav Jurka 2 · Michal Kasal 2 · Tomáš Babák 1 | 20:30(9:14) | 6 Robert Weber · 6 Viktor Szilágyi · 5 Raul Santos · 3 Fabian Posch · 1 Alexander Hermann · 1 Markus Kolar · 1 Vytautas Žiūra | Jyske Bank Boxen, Herning Widzów: 13 000 Sędzia: Nenad Nikolić, Dušan Stojković |
| 12 stycznia 201418:00 | 2× · 3×                                                                                         | 20:30(9:14) | 6× · 2× | Jyske Bank Boxen, Herning Widzów: 13 000 Sędzia: Nenad Nikolić, Dušan Stojković |

| 12 stycznia 201420:30 | Dania | 29:21(12:8) | Macedonia Północna | Jyske Bank Boxen, Herning Widzów: 14 000 Sędzia: Lars Geipel, Marcus Helbig |
| 12 stycznia 201420:30 | Casper U. Mortensen 5 · Mikkel Hansen 4 · Michael V. Knudsen 3 · Hans Lindberg 3 · René Toft Hansen 3 · Mads Mensah Larsen 2 · Thomas M. Mogensen 2 · Kasper Søndergaard Sarup 2 · Bo Spellerberg 2 · Lasse Svan Hansen 2 · Mads Christiansen 1 | 29:21(12:8) | 7 Kirił Łazarow · 3 Nikoła Stojczewski · 2 Filip Mirkułowski · 2 Gudmundun A. Olafsson · 2 Dejan Pecakowski · 2 Stojancze Stoiłow · 1 Branisław Angełowski · 1 Goce Georgiewski · 1 Dejan Manaskow | Jyske Bank Boxen, Herning Widzów: 14 000 Sędzia: Lars Geipel, Marcus Helbig |
| 12 stycznia 201420:30 | 7× · 3× | 29:21(12:8) | 3× · 3× | Jyske Bank Boxen, Herning Widzów: 14 000 Sędzia: Lars Geipel, Marcus Helbig |

| 14 stycznia 201418:15 | Macedonia Północna | 24:24(10:11) | Czechy | Jyske Bank Boxen, Herning Widzów: 10 100 Sędzia: Bogdan Nicolae Stark, Romeo Mihai Ștefan |
| 14 stycznia 201418:15 | Kirił Łazarow 12 · Filip Mirkułowski 3 · Wanczo Dimowski 2 · Goce Georgiewski 2 · Dejan Manaskow 2 · Branisław Angełowski 1 · Goce Ojleski 1 · Dejan Pecakowski 1 | 24:24(10:11) | 8 Pavel Horák · 6 Filip Jícha · 4 Miroslav Jurka · 2 Jakub Hrstka · 2 Jan Stehlik · 1 Alois Mráz · 1 Tomáš Sklenák | Jyske Bank Boxen, Herning Widzów: 10 100 Sędzia: Bogdan Nicolae Stark, Romeo Mihai Ștefan |
| 14 stycznia 201418:15 | 3× · 3× | 24:24(10:11) | 4× · 3× | Jyske Bank Boxen, Herning Widzów: 10 100 Sędzia: Bogdan Nicolae Stark, Romeo Mihai Ștefan |

| 14 stycznia 201420:30 | Austria | 29:33(12:18) | Dania | Jyske Bank Boxen, Herning Widzów: 14 000 Sędzia: Andrej Gousko, Siarhiej Repkin |
| 14 stycznia 201420:30 | Maximilian Hermann 5 · Viktor Szilágyi 4 · Konrad Wilczynski 4 · Roland Schlinger 3 · Richard Wöss 3 · Janko Božović 2 · Fabian Posch 2 · Robert Weber 2 · Christoph Edelmüller 1 · Raul Santos 1 · Dominik Schmid 1 · Vytautas Žiūra 1 | 29:33(12:18) | 9 Mikkel Hansen · 5 Jesper Nøddesbo · 3 Casper U. Mortensen · 2 Kasper Søndergaard Sarup · 2 Michael V. Knudsen · 2 Hans Lindberg · 2 Thomas M. Mogensen · 2 Lasse Svan Hansen · 2 René Toft Hansen · 1 Mads Christansen · 1 Mads Mensah Larsen · 1 Henrik Møllgaard Jensen | Jyske Bank Boxen, Herning Widzów: 14 000 Sędzia: Andrej Gousko, Siarhiej Repkin |
| 14 stycznia 201420:30 | 3× · 3× | 29:33(12:18) | 4× · 3× | Jyske Bank Boxen, Herning Widzów: 14 000 Sędzia: Andrej Gousko, Siarhiej Repkin |

| 16 stycznia 201418:15 | Macedonia Północna | 22:21(12:10) | Austria | Jyske Bank Boxen, Herning Widzów: 12 000 Sędzia: Thierry Dentz, Denis Reibel |
| 16 stycznia 201418:15 | Kirił Łazarow 8 · Stojancze Stoiłow 4 · Branisław Angełowski 3 · Filip Mirkułowski 2 · Goce Georgiewski 2 · Dejan Manaskow 2 · Dejan Pecakowski 1 | 22:21(12:10) | 7 Konrad Wilczynski · 5 Roland Schlinger · 4 Patrick Fölser · 2 Robert Weber · 1 Maximilian Hermann · 1 Markus Kolar · 1 Raul Santos | Jyske Bank Boxen, Herning Widzów: 12 000 Sędzia: Thierry Dentz, Denis Reibel |
| 16 stycznia 201418:15 | 5× · 3× | 22:21(12:10) | 6× · 3× | Jyske Bank Boxen, Herning Widzów: 12 000 Sędzia: Thierry Dentz, Denis Reibel |

| 16 stycznia 201420:30 | Dania | 33:29(21:16) | Czechy | Jyske Bank Boxen, Herning Widzów: 14 000 Sędzia: Matija Gubica, Boris Milošević |
| 16 stycznia 201420:30 | Hans Lindberg 6 · Casper U. Mortensen 5 · Mads Christiansen 4 · Mikkel Hansen 4 · Kasper Søndergaard Sarup 4 · Michael V. Knudsen 3 · Lasse Svan Hansen 3 · Mads Mensah Larsen 2 · Thomas M. Mogensen 2 | 33:29(21:16) | 11 Filip Jícha · 4 Roman Bečvář · 4 Jakub Hrstka · 4 Jan Sobol · 3 Jan Stehlik · 1 Pavel Horák · 1 Jakub Šindelář · 1 Tomáš Sklenák | Jyske Bank Boxen, Herning Widzów: 14 000 Sędzia: Matija Gubica, Boris Milošević |
| 16 stycznia 201420:30 | 2× · 3× | 33:29(21:16) | 4× · 3× | Jyske Bank Boxen, Herning Widzów: 14 000 Sędzia: Matija Gubica, Boris Milošević |

### Grupa B
| 12 stycznia 201416:00 | Islandia | 31:26(16:10) | Norwegia | Gigantium, Aalborg Widzów: 4 000 Sędzia: Matija Gubica, Boris Milošević |
| 12 stycznia 201416:00 | Guðjón Valur Sigurðsson 9 · Ásgeir Örn Hallgrímsson 6 · Rúnar Kárason 4 · Arnór Atlason 3 · Snorri Steinn Guðjónsson 3 · Þórir Ólafsson 3 · Aron Pálmarsson 2 · Vignir Svavarsson 1 | 31:26(16:10) | 7 Kristian Kjelling · 6 Harald Reinkind · 4 Håvard Tvedten · 3 Andre Lindboe · 2 Magnus Gullerrud · 1 Bjarte Myrhol · 1 Sander Sagosen | Gigantium, Aalborg Widzów: 4 000 Sędzia: Matija Gubica, Boris Milošević |
| 12 stycznia 201416:00 | 5× · 3× · 1× | 31:26(16:10) | 5× · 3× | Gigantium, Aalborg Widzów: 4 000 Sędzia: Matija Gubica, Boris Milošević |

| 12 stycznia 201418:15 | Hiszpania | 34:27(17:10) | Węgry | Gigantium, Aalborg Widzów: 4 000 Sędzia: Nenad Krstić / Peter Ljubič |
| 12 stycznia 201418:15 | Víctor Tomás 5 · Albert Rocas 5 · Juan Andreu 4 · Valero Rivera 4 · Raúl Entrerríos 3 · Gedeón Guardiola 3 · Antonio García 2 · Jorge Maqueda 2 · Daniel Sarmiento 2 · Cristian Ugalde 2 · Joan Cañellas 1 · Eduardo Gurbindo 1 | 34:27(17:10) | 6 Gergő Iváncsik · 4 Máté Lékai · 3 Attila Vadkerti · 2 Gábor Császár · 2 Péter Gulyás · 2 Tamás Mocsai · 2 Timuzsin Schuch · 2 Gábor Szalafai · 1 Gábor Ancsin · 1 Ferenc Ilyés · 1 Kornél Nagy · 1 Barna Putics | Gigantium, Aalborg Widzów: 4 000 Sędzia: Nenad Krstić / Peter Ljubič |
| 12 stycznia 201418:15 | 3× · 3× | 34:27(17:10) | 7× · 3× | Gigantium, Aalborg Widzów: 4 000 Sędzia: Nenad Krstić / Peter Ljubič |

| 14 stycznia 201418:00 | Węgry | 27:27(16:15) | Islandia | Gigantium, Aalborg Widzów: 3 200 Sędzia: Nenad Nikolić, Dušan Stojković |
| 14 stycznia 201418:00 | Gábor Ancsin 7 · Gábor Császár 5 · Máté Lékai 4 · Gergő Iváncsik 3 · Szabolcs Zubai 3 · Péter Gulyás 2 · Barna Putics 2 · Kornél Nagy 1 | 27:27(16:15) | 8 Aron Pálmarsson · 5 Guðjón Valur Sigurðsson · 4 Rúnar Kárason · 3 Arnór Atlason · 3 Ásgeir Örn Hallgrímsson · 1 Snorri Steinn Guðjónsson · 1 Bjarki Már Gunnarsson · 1 Kári Kristján Kristjánsson · 1 Róbert Gunnarsson | Gigantium, Aalborg Widzów: 3 200 Sędzia: Nenad Nikolić, Dušan Stojković |
| 14 stycznia 201418:00 | 8× · 3× · 1× | 27:27(16:15) | 4× · 3× | Gigantium, Aalborg Widzów: 3 200 Sędzia: Nenad Nikolić, Dušan Stojković |

| 14 stycznia 201420:15 | Norwegia | 25:27(8:12) | Hiszpania | Gigantium, Aalborg Widzów: 3 200 Sędzia: Thierry Dentz, Denis Reibel |
| 14 stycznia 201420:15 | Bjarte Myrhol 7 · Espen Lie Hansen 4 · Andre Lindboe 4 · Kent Robin Tønnesen 3 · Kristian Bjørnsen 2 · Kristian Kjelling 1 · Steffen Berg Løkkebø 1 · Erlend Mamelund 1 · Christian O’Sullivan 1 · Harald Reinkind 1 | 25:27(8:12) | 8 Víctor Tomás · 7 Joan Cañellas · 5 Cristian Ugalde · 2 Raúl Entrerríos · 2 Jorge Maqueda · 1 Juan Andreu · 1 Gedeón Guardiola · 1 Albert Rocas | Gigantium, Aalborg Widzów: 3 200 Sędzia: Thierry Dentz, Denis Reibel |
| 14 stycznia 201420:15 | 6× · 3× | 25:27(8:12) | 5× · 3× | Gigantium, Aalborg Widzów: 3 200 Sędzia: Thierry Dentz, Denis Reibel |

| 16 stycznia 201418:00 | Hiszpania | 33:28(16:15) | Islandia | Gigantium, Aalborg Widzów: 2 923 Sędzia: Andrej Gousko, Siarhiej Repkin |
| 16 stycznia 201418:00 | Joan Cañellas 8 · Jorge Maqueda 7 · Víctor Tomás 5 · Juan Andreu 3 · Antonio García 2 · Gedeón Guardiola 2 · Valero Rivera 2 · Cristian Ugalde 2 · Raúl Entrerríos 1 · Albert Rocas 1 | 33:28(16:15) | 8 Aron Pálmarsson · 5 Guðjón Valur Sigurðsson · 5 Ásgeir Örn Hallgrímsson · 3 Rúnar Kárason · 2 Gunnar Steinn Jónsson · 1 Snorri Steinn Guðjónsson · 1 Róbert Gunnarsson · 1 Þórir Ólafsson | Gigantium, Aalborg Widzów: 2 923 Sędzia: Andrej Gousko, Siarhiej Repkin |
| 16 stycznia 201418:00 | 1× · 3× | 33:28(16:15) | 4× · 3× | Gigantium, Aalborg Widzów: 2 923 Sędzia: Andrej Gousko, Siarhiej Repkin |

| 16 stycznia 201420:15 | Węgry | 26:26(16:13) | Norwegia | Gigantium, Aalborg Widzów: 2 923 Sędzia: Zigmārs Stoļarovs, Renārs Līcis |
| 16 stycznia 201420:15 | Máté Lékai 7 · Gábor Császár 6 · Szabolcs Szöllősi 4 · Gábor Ancsin 3 · Szabolcs Zubai 3 · Mads Mensah Larsen 1 · Gergő Iváncsik 1 · Attila Vadkerti 1 · Kornél Nagy 1 | 26:26(16:13) | 7 Håvard Tvedten · 6 Kristian Kjelling · 3 Steffen Berg Løkkebø · 3 Harald Reinkind · 2 Bjarte Myrhol · 1 Magnus Gullerrud · 1 Espen Lie Hansen · 1 Christian O’Sullivan · 1 Kent Robin Tønnesen · 1 Sander Sagosen | Gigantium, Aalborg Widzów: 2 923 Sędzia: Zigmārs Stoļarovs, Renārs Līcis |
| 16 stycznia 201420:15 | 4× · 3× | 26:26(16:13) | 1× · 3× | Gigantium, Aalborg Widzów: 2 923 Sędzia: Zigmārs Stoļarovs, Renārs Līcis |

### Grupa C
| 13 stycznia 201418:00 | Serbia | 20:19(13:9) | Polska | NRGi Arena, Aarhus Widzów: 2 000 Sędzia: Martin Gjeding, Mads Hansen |
| 13 stycznia 201418:00 | Marko Vujin 3 · Rastko Stojković 3 · Nemanja Zelenović 3 · Alem Toskić 2 · Momir Ilić 2 · Nemanja Ilić 2 · Ivan Nikčević 1 · Nikola Manojlović 1 · Rajko Prodanović 1 · Momir Rnić 1 · Petar Nenadić 1 | 20:19(13:9) | 5 Mariusz Jurkiewicz · 3 Krzysztof Lijewski · 3 Przemysław Krajewski · 3 Piotr Chrapkowski · 2 Bartosz Jurecki · 1 Kamil Syprzak · 1 Robert Orzechowski · 1 Michał Szyba | NRGi Arena, Aarhus Widzów: 2 000 Sędzia: Martin Gjeding, Mads Hansen |
| 13 stycznia 201418:00 | 8× · 3× | 20:19(13:9) | 3× · 4× | NRGi Arena, Aarhus Widzów: 2 000 Sędzia: Martin Gjeding, Mads Hansen |

| 13 stycznia 201420:15 | Francja | 35:28(19:16) | Rosja | NRGi Arena, Aarhus Widzów: 2 350 Sędzia: Václav Horáček, Jiří Novotný |
| 13 stycznia 201420:15 | Alix Nyokas 9 · Michaël Guigou 7 · Nikola Karabatić 6 · Mathieu Grebille 4 · Luc Abalo 3 · Igor Anic 1 · Daniel Narcisse 1 · Guillaume Joli 1 · Samuel Honrubia 1 · William Accambray 1 · Cédric Sorhaindo 1 | 35:28(19:16) | 6 Dmitrij Kowalow · 5 Konstantin Igropuło · 3 Aleksandr Pyszkin · 3 Siergiej Gorbok · 2 Egor Ewdokimow · 2 Oleg Skopincew · 2 Samwieł Aslanian · 2 Dmitrij Żytnikow · 1 Pawieł Atman · 1 Siergiej Kudinow · 1 Inal Aflitulin | NRGi Arena, Aarhus Widzów: 2 350 Sędzia: Václav Horáček, Jiří Novotný |
| 13 stycznia 201420:15 | 3× · 3× | 35:28(19:16) | 4× · 3× | NRGi Arena, Aarhus Widzów: 2 350 Sędzia: Václav Horáček, Jiří Novotný |

| 15 stycznia 201418:00 | Rosja | 27:25(14:14) | Serbia | NRGi Arena, Aarhus Widzów: 3 200 Sędzia: Óscar Raluy Lopez, Ángel Sabroso Ramirez |
| 15 stycznia 201418:00 | Egor Ewdokimow 5 · Dmitrij Kowalow 4 · Oleg Skopincew 4 · Pawieł Atman 4 · Siergiej Gorbok 4 · Siergiej Szelmienko 4 · Daniił Szyszkariow 1 · Konstantin Igropuło 1 | 27:25(14:14) | 6 Marko Vujin · 5 Petar Nenadić · 4 Ivan Nikčević · 3 Rajko Prodanović · 2 Momir Ilić · 2 Nemanja Zelenović · 1 Alem Toskić · 1 Nemanja Ilić · 1 Draško Nenadić | NRGi Arena, Aarhus Widzów: 3 200 Sędzia: Óscar Raluy Lopez, Ángel Sabroso Ramirez |
| 15 stycznia 201418:00 | 5× · 3× | 27:25(14:14) | 6× · 3× | NRGi Arena, Aarhus Widzów: 3 200 Sędzia: Óscar Raluy Lopez, Ángel Sabroso Ramirez |

| 15 stycznia 201420:15 | Polska | 27:28(14:15) | Francja | NRGi Arena, Aarhus Widzów: 2 785 Sędzia: Nenad Nikolić, Dušan Stojković |
| 15 stycznia 201420:15 | Jakub Łucak 5 · Krzysztof Lijewski 4 · Piotr Chrapkowski 4 · Bartosz Jurecki 3 · Mariusz Jurkiewicz 3 · Bartłomiej Jaszka 2 · Michał Jurecki 2 · Przemysław Krajewski 2 · Adam Wiśniewski 1 · Michał Szyba 1 | 27:28(14:15) | 8 Nikola Karabatić · 4 Igor Anic · 4 William Accambray · 4 Michaël Guigou · 3 Jerôme Fernandez · 2 Luc Abalo · 2 Cédric Sorhaindo · 1 Alix Nyokas | NRGi Arena, Aarhus Widzów: 2 785 Sędzia: Nenad Nikolić, Dušan Stojković |
| 15 stycznia 201420:15 | 6× · 4× | 27:28(14:15) | 6× · 3× | NRGi Arena, Aarhus Widzów: 2 785 Sędzia: Nenad Nikolić, Dušan Stojković |

| 17 stycznia 201418:00 | Polska | 24:22(10:14) | Rosja | NRGi Arena, Aarhus Widzów: 4 860 Sędzia: Ǵorgi Naczewski, Sławe Nikołow |
| 17 stycznia 201418:00 | Krzysztof Lijewski 4 · Jakub Łucak 4 · Piotr Chrapkowski 3 · Bartłomiej Jaszka 3 · Michał Jurecki 3 · Adam Wiśniewski 2 · Bartosz Jurecki 2 · Mariusz Jurkiewicz 1 · Kamil Syprzak 1 · Przemysław Krajewski 1 | 24:22(10:14) | 6 Pawiel Atman · 4 Oleg Skopincew · 4 Konstantin Igropuło · 3 Dmitrij Żytnikow · 2 Daniił Szyszkariow · 2 Siergiej Szelmienko · 1 Siergiej Gorbok | NRGi Arena, Aarhus Widzów: 4 860 Sędzia: Ǵorgi Naczewski, Sławe Nikołow |
| 17 stycznia 201418:00 | 4× · 2× | 24:22(10:14) | 4× · 2× | NRGi Arena, Aarhus Widzów: 4 860 Sędzia: Ǵorgi Naczewski, Sławe Nikołow |

| 17 stycznia 201420:15 | Serbia | 28:31(12:17) | Francja | NRGi Arena, Aarhus Widzów: 4 562 Sędzia: Lars Geipel, Marcus Helbig |
| 17 stycznia 201420:15 | Ivan Nikčević 5 · Momir Rnić 5 · Petar Nenadić 5 · Rastko Stojković 4 · Momir Ilić 3 · Uroš Mitrović 2 · Nemanja Zelenović 2 · Marko Vujin 1 · Alem Toskić 1 | 28:31(12:17) | 10 Guillaume Joli · 6 Cédric Sorhaindo · 5 Luc Abalo · 3 Nikola Karabatić · 2 Jerôme Fernandez · 2 Daniel Narcisse · 2 Samuel Honrubia · 1 Igor Anic | NRGi Arena, Aarhus Widzów: 4 562 Sędzia: Lars Geipel, Marcus Helbig |
| 17 stycznia 201420:15 | 3× · 3× | 28:31(12:17) | 3× · 2× | NRGi Arena, Aarhus Widzów: 4 562 Sędzia: Lars Geipel, Marcus Helbig |

### Grupa D
| 13 stycznia 201418:00 | Chorwacja | 33:22(16:11) | Białoruś | Brøndby Hallen, Kopenhaga Widzów: 2 400 Sędzia: Bogdan Nicolae Stark, Romeo Mihai Ștefan |
| 13 stycznia 201418:00 | Zlatko Horvat 6 · Ivan Čupić 6 · Domagoj Duvnjak 4 · Damir Bičanić 4 · Manuel Štrlek 4 · Igor Vori 3 · Marko Kopljar 1 · Jakov Gojun 1 · Denis Buntić 1 · Josip Valčić 1 · Stipe Mandalinić 1 · Željko Musa 1 | 33:22(16:11) | 6 Barys Puchouski · 4 Maksim Babiczew · 3 Dzmitrij Kamyszyk · 3 Siarhiej Szylowicz · 3 Ewgenij Semenow · 1 Iwan Brouka · 1 Wiktar Zaicau · 1 Dzianis Rutenka | Brøndby Hallen, Kopenhaga Widzów: 2 400 Sędzia: Bogdan Nicolae Stark, Romeo Mihai Ștefan |
| 13 stycznia 201418:00 | 6× · 3× | 33:22(16:11) | 5× · 2× | Brøndby Hallen, Kopenhaga Widzów: 2 400 Sędzia: Bogdan Nicolae Stark, Romeo Mihai Ștefan |

| 13 stycznia 201420:15 | Szwecja | 28:21(18:13) | Czarnogóra | Brøndby Hallen, Kopenhaga Widzów: 2 697 Sędzia: Zigmārs Stoļarovs, Renārs Līcis |
| 13 stycznia 201420:15 | Kim Ekdahl Du Rietz 7 · Mattias Zachrisson 5 · Lukas Karlsson 4 · Andreas Nilsson 4 · Johan Jakobsson 3 · Patrik Fahlgren 2 · Fredrik Petersen 2 · Jonas Källman 1 | 28:21(18:13) | 5 Vasko Ševaljević · 4 Igor Marković · 4 Marko Simović · 2 Marko Lasica · 1 Rade Mijatović · 1 Vuko Borozan · 1 Mirko Milasević · 1 Nemanja Grbović · 1 Zarko Pejović · 1 Ivan Perišić | Brøndby Hallen, Kopenhaga Widzów: 2 697 Sędzia: Zigmārs Stoļarovs, Renārs Līcis |
| 13 stycznia 201420:15 | 5× · 3× | 28:21(18:13) | 4× · 3× | Brøndby Hallen, Kopenhaga Widzów: 2 697 Sędzia: Zigmārs Stoļarovs, Renārs Līcis |

| 15 stycznia 201418:00 | Czarnogóra | 22:27(12:13) | Chorwacja | Brøndby Hallen, Kopenhaga Widzów: 2 655 Sędzia: Václav Horáček, Jiří Novotný |
| 15 stycznia 201418:00 | Vasko Sevaljević 9 · Mladen Rakcević 4 · Igor Marković 4 · Marko Simović 2 · Mirko Milasević 1 · Milos Vujović 1 · Ivan Perišić 1 | 22:27(12:13) | 6 Ivan Čupić · 5 Damir Bičanić · 4 Marko Kopljar · 4 Manuel Štrlek · 3 Domagoj Duvnjak · 2 Jakov Gojun · 1 Igor Vori · 1 Zlatko Horvat · 1 Želijko Musa | Brøndby Hallen, Kopenhaga Widzów: 2 655 Sędzia: Václav Horáček, Jiří Novotný |
| 15 stycznia 201418:00 | 2× · 3× | 22:27(12:13) | 4× · 3× | Brøndby Hallen, Kopenhaga Widzów: 2 655 Sędzia: Václav Horáček, Jiří Novotný |

| 15 stycznia 201420:15 | Białoruś | 22:30(10:13) | Szwecja | Brøndby Hallen, Kopenhaga Widzów: 3 100 Sędzia: Ǵorgi Naczewski, Sławe Nikołow |
| 15 stycznia 201420:15 | Siarhiej Rutenka 13 · Barys Puchouski 4 · Siarhiej Szylowicz 2 · Iwan Brouka 1 · Dzianis Rutenka 1 · Maksim Baranau 1 | 22:30(10:13) | 8 Fredrik Petersen · 7 Andreas Nilsson · 5 Kim Ekdahl Du Rietz · 4 Magnus Persson · 3 Patrik Fahlgren · 1 Jonas Larholm · 1 Tobias Karlsson · 1 Mattias Zachrisson | Brøndby Hallen, Kopenhaga Widzów: 3 100 Sędzia: Ǵorgi Naczewski, Sławe Nikołow |
| 15 stycznia 201420:15 | 4× · 3× | 22:30(10:13) | 4× · 3× | Brøndby Hallen, Kopenhaga Widzów: 3 100 Sędzia: Ǵorgi Naczewski, Sławe Nikołow |

| 17 stycznia 201418:00 | Chorwacja | 25:24(10:9) | Szwecja | Brøndby Hallen, Kopenhaga Widzów: 4 785 Sędzia: Óscar Raluy Lopez, Ángel Sabroso Ramirez |
| 17 stycznia 201418:00 | Domagoj Duvnjak 6 · Denis Buntić 6 · Damir Bičanić 3 · Marko Kopljar2 · Zlatko Horvat 2 · Manuel Štrlek 2 · Ivan Čupić 2 · Igor Vori 1 · Jakov Gojun 1 | 25:24(10:9) | 5 Lukas Karlsson · 4 Mattias Zachrisson · 3 Andreas Nilsson · 2 Niclas Ekberg · 2 Jonas Larholm · 2 Johan Jakobsson · 2 Fredrik Petersen · 1 Kim Ekdahl Du Rietz · 1 Jesper Nielsen | Brøndby Hallen, Kopenhaga Widzów: 4 785 Sędzia: Óscar Raluy Lopez, Ángel Sabroso Ramirez |
| 17 stycznia 201418:00 | 4× · 4× | 25:24(10:9) | 4× · 4× · 1× | Brøndby Hallen, Kopenhaga Widzów: 4 785 Sędzia: Óscar Raluy Lopez, Ángel Sabroso Ramirez |

| 17 stycznia 201420:15 | Białoruś | 29:23(13:13) | Czarnogóra | Brøndby Hallen, Kopenhaga Widzów: 3 400 Sędzia: Martin Gjeding, Mads Hansen |
| 17 stycznia 201420:15 | Siarhiej Rutenka 8 · Iwan Brouka 7 · Barys Puchouski 5 · Dzianis Rutenka 3 · Siarhiej Szylowicz 3 · Wiktar Zaicau 2 · Maksim Babiczew 1 | 29:23(13:13) | 8 Marko Simović · 3 Mladen Rakcević · 3 Igor Marković · 3 Marko Lasica · 2 Mirko Radović · 2 Zarko Pejović · 2 Vasko Sevaljević | Brøndby Hallen, Kopenhaga Widzów: 3 400 Sędzia: Martin Gjeding, Mads Hansen |
| 17 stycznia 201420:15 | 6× · 2× | 29:23(13:13) | 4× · 3× | Brøndby Hallen, Kopenhaga Widzów: 3 400 Sędzia: Martin Gjeding, Mads Hansen |

## Faza zasadnicza

### Grupa 1
| 18 stycznia 201416:00 | Macedonia Północna | 25:31(9:16) | Węgry | Jyske Bank Boxen, Herning Widzów: 8 100 Sędzia: Andrej Gousko, Siarhiej Repkin |
| 18 stycznia 201416:00 | Dejan Manaskow 5 · Dejan Pecakowski 5 · Kirił Łazarow 4 · Filip Mirkułowski 4 · Vancho Dimowski 2 · Goce Georgiewski 2 · Stojancze Stoiłow 1 · Zlatko Mojsowski 1 | 25:31(9:16) | 7 Gábor Császár · 4 Kornel Nagy · 4 Szabolcs Zubai · 4 Gábor Ancsin · 3 Barna Putics · 2 Péter Gulyás · 2 Attila Vadkerti · 2 Gabor Szalafai · 1 Szabolcs Szőlősi · 1 Tamás Mocsai · 1 Gergő Iváncsik | Jyske Bank Boxen, Herning Widzów: 8 100 Sędzia: Andrej Gousko, Siarhiej Repkin |
| 18 stycznia 201416:00 | 5× · 3× | 25:31(9:16) | 5× · 3× | Jyske Bank Boxen, Herning Widzów: 8 100 Sędzia: Andrej Gousko, Siarhiej Repkin |

| 18 stycznia 201418:15 | Austria | 27:33(9:17) | Islandia | Jyske Bank Boxen, Herning Widzów: 10 000 Sędzia: Bogdan Nicolae Stark, Romeo Mihai Ștefan |
| 18 stycznia 201418:15 | Konrad Wilczynski 6 · Dominik Schmid 5 · Viktor Szilágyi 4 · Roland Schlinger 3 · Vytautas Žiūra 2 · Richard Wöss 2 · Maximilian Hermann 1 · Fabian Posch 1 · Markus Wagesreiter 1 · Robert Weber 1 · Raul Santos 1 | 27:33(9:17) | 7 Guðjón Valur Sigurðsson · 6 Ólafur Guðmundsson · 5 Thorir Olafsson · 5 Robert Gunnarsson · 4 Ásgeir Örn Hallgrímsson · 2 Aron Palmarsson · 2 Rúnar Kárason · 1 Kári Kristján Kristjánsson · 1 Snorri Steinn Guðjónsson | Jyske Bank Boxen, Herning Widzów: 10 000 Sędzia: Bogdan Nicolae Stark, Romeo Mihai Ștefan |
| 18 stycznia 201418:15 | 4× · 3× | 27:33(9:17) | 3× · 3× | Jyske Bank Boxen, Herning Widzów: 10 000 Sędzia: Bogdan Nicolae Stark, Romeo Mihai Ștefan |

| 18 stycznia 201420:30 | Dania | 31:28(16:14) | Hiszpania | Jyske Bank Boxen, Herning Widzów: 14 000 Sędzia: Nenad Nikolić, Dušan Stojković |
| 18 stycznia 201420:30 | Mikkel Hansen 6 · Kasper Søndergaard Sarup 5 · Michael V. Knudsen 4 · Thomas Mogensen 3 · Anders Eggert 3 · Mads Christiansen 2 · Klaus Thomsen 2 · Hans Lindberg 2 · René Toft Hansen 2 · Mads Mensah Larsen 1 · Lasse Svan Hansen 1 | 31:28(16:14) | 5 Antonio Garcia · 4 Albert Rocas · 4 Víctor Tomás · 4 Raúl Entrerríos · 3 Joan Cañellas · 2 Viran Morros · 2 Valero Rivera · 1 Daniel Sarmiento · 1 Cristian Ugalde · 1 Juan Andreu · 1 Gedeón Guardiola | Jyske Bank Boxen, Herning Widzów: 14 000 Sędzia: Nenad Nikolić, Dušan Stojković |
| 18 stycznia 201420:30 | 4× · 4× | 31:28(16:14) | 2× · 3× | Jyske Bank Boxen, Herning Widzów: 14 000 Sędzia: Nenad Nikolić, Dušan Stojković |

| 20 stycznia 201416:00 | Macedonia Północna | 27:29(11:14) | Islandia | Jyske Bank Boxen, Herning Widzów: 5 000 Sędzia: Václav Horáček, Jiří Novotný |
| 20 stycznia 201416:00 | Kirił Łazarow 7 · Goce Georgiewski 5 · Dejan Manaskow 5 · Branisław Angelowski 3 · Filip Mirkulowski 3 · Złatko Mojsoski 1 · Goce Ojleski 1 | 27:29(11:14) | 6 Guðjón Valur Sigurðsson · 6 Ásgeir Örn Hallgrímsson · 4 Róbert Gunnarsson · 3 Þórir Ólafsson · 3 Ólafur Guðmundsson · 2 Snorri Steinn Guðjónsson · 2 Gunnar Steinn Jónsson · 1 Vignir Svavarsson · 1 Rúnar Kárason · 1 Bjarki Már Gunnarsson | Jyske Bank Boxen, Herning Widzów: 5 000 Sędzia: Václav Horáček, Jiří Novotný |
| 20 stycznia 201416:00 | 5× · 3× | 27:29(11:14) | 4× · 3× | Jyske Bank Boxen, Herning Widzów: 5 000 Sędzia: Václav Horáček, Jiří Novotný |

| 20 stycznia 201418:15 | Austria | 27:28(12:14) | Hiszpania | Jyske Bank Boxen, Herning Widzów: 11 000 Sędzia: Andrej Gousko, Siarhiej Repkin |
| 20 stycznia 201418:15 | Dominik Schmid 6 · Maximillian Hermann 5 · Viktor Szilágyi 5 · Robert Weber 5 · Raul Santos 3 · Roland Schlinger 2 · Markus Wagesreiter 1 | 27:28(12:14) | 8 Julen Aguinagalde · 7 Joan Cañellas · 4 Jorge Maqueda · 4 Valero Rivera · 2 Víctor Tomás · 1 Eduardo Gurbindo · 1 Viran Morros · 1 Gedeón Guardiola | Jyske Bank Boxen, Herning Widzów: 11 000 Sędzia: Andrej Gousko, Siarhiej Repkin |
| 20 stycznia 201418:15 | 4× · 4× | 27:28(12:14) | 3× · 2× | Jyske Bank Boxen, Herning Widzów: 11 000 Sędzia: Andrej Gousko, Siarhiej Repkin |

| 20 stycznia 201420:30 | Dania | 28:24(14:13) | Węgry | Jyske Bank Boxen, Herning Widzów: 14 000 Sędzia: Nenad Krstić, Peter Ljubič |
| 20 stycznia 201420:30 | Thomas M. Mogensen 5 · Mikkel Hansen 5 · Mads Christiansen 3 · Casper U. Mortensen 3 · Anders Eggert 3 · Lasse Svan Hansen 2 · Bo Spellerberg 1 · Michael V. Knudsen 1 · Hans Lindberg 1 · René Toft Hansen 1 · Henrik Møllgaard Jensen 1 | 28:24(14:13) | 6 Gergő Iváncsik · 4 Gábor Ancsin · 3 Péter Gulyás · 3 Máté Lékai · 2 Tamás Mocsai · 2 Gábor Császár · 1 Szőlősi Szabolcs · 1 Barna Putics · 1 Attila Vadkerti · 1 Gabor Szalafai | Jyske Bank Boxen, Herning Widzów: 14 000 Sędzia: Nenad Krstić, Peter Ljubič |
| 20 stycznia 201420:30 | 3× · 3× | 28:24(14:13) | 2× · 4× · 1× | Jyske Bank Boxen, Herning Widzów: 14 000 Sędzia: Nenad Krstić, Peter Ljubič |

| 22 stycznia 201416:00 | Macedonia Północna | 22:33(12:15) | Hiszpania | Jyske Bank Boxen, Herning Widzów: 4 500 Sędzia: Zigmārs Stoļarovs, Renārs Līcis |
| 22 stycznia 201416:00 | Filip Mirkulowski 7 · Dejan Manaskow 4 · Stojancze Stoilow 4 · Nemanja Pribak 2 · Goce Georgiewski 2 · Vlatko Mitkow 1 · Goce Ojleski 1 | 22:33(12:15) | 6 Joan Cañellas · 5 Víctor Tomás · 4 Jorge Maqueda · 4 Julen Aguinagalde · 4 Antonio Jesus Garcia · 3 Gedeón Guardiola · 2 Cristian Ugalde · 1 Eduardo Gurbindo · 1 Albert Rocas · 1 Raúl Entrerríos · 1 Daniel Sarmiento · 1 Valero Rivera | Jyske Bank Boxen, Herning Widzów: 4 500 Sędzia: Zigmārs Stoļarovs, Renārs Līcis |
| 22 stycznia 201416:00 | 5× · 3× | 22:33(12:15) | 2× | Jyske Bank Boxen, Herning Widzów: 4 500 Sędzia: Zigmārs Stoļarovs, Renārs Līcis |

| 22 stycznia 201418:15 | Austria | 25:24(9:13) | Węgry | Jyske Bank Boxen, Herning Widzów: 11 000 Sędzia: Matija Gubica, Boris Milošević |
| 22 stycznia 201418:15 | Viktor Szilágyi 6 · Raul Santos 6 · Robert Weber 4 · Vytautas Žiūra 2 · Dominik Schmid 2 · Roland Schlinger 1 · Markus Wagesreiter 1 · Markus Kolar 1 · Christoph Edelmüller 1 | 25:24(9:13) | 5 Gergő Iváncsik · 4 Gábor Császár · 3 Gabor Szalafai · 2 Ferenc Ilyés · 2 Tamás Mocsai · 2 Barna Putics · 2 Peter Gulyas · 1 Szabolcs Szöllősi · 1 Kornél Nagy · 1 Szablocs Zubai · 1 Mate Lekai | Jyske Bank Boxen, Herning Widzów: 11 000 Sędzia: Matija Gubica, Boris Milošević |
| 22 stycznia 201418:15 | 6× · 3× | 25:24(9:13) | 4× · 3× | Jyske Bank Boxen, Herning Widzów: 11 000 Sędzia: Matija Gubica, Boris Milošević |

| 22 stycznia 201420:30 | Dania | 32:23(17:13) | Islandia | Jyske Bank Boxen, Herning Widzów: 14 000 Sędzia: Thierry Dentz, Denis Reibel |
| 22 stycznia 201420:30 | Mads Mensah Larsen 8 · Jesper Nøddesbo 4 · Thomas Mogensen 3 · Anders Eggert 3 · Bo Spellerberg 3 · Lasse Svan Hansen 3 · Henrik Møllgaard Jensen 3 · Kasper Søndergaard Sarup 3 · Thomsen Klaus 1 · Michael V. Knudsen 1 | 32:23(17:13) | 10 Guðjón Valur Sigurðsson · 3 Aron Pálmarsson · 3 Ásgeir Örn Hallgrímsson · 3 Snorri Steinn Guðjónsson · 1 Vignir Svavarsson · 1 Ólafur Guðmundsson · 1 Arnór Þór Gunnarsson · 1 Rúnar Kárason | Jyske Bank Boxen, Herning Widzów: 14 000 Sędzia: Thierry Dentz, Denis Reibel |
| 22 stycznia 201420:30 | 1× · 4× | 32:23(17:13) | 2× · 4× | Jyske Bank Boxen, Herning Widzów: 14 000 Sędzia: Thierry Dentz, Denis Reibel |

### Grupa 2
| 19 stycznia 201415:45 | Polska | 31:30(14:13) | Białoruś | NRGi Arena, Aarhus Widzów: 2 680 Sędzia: Nenad Krstić, Peter Ljubič |
| 19 stycznia 201415:45 | Mariusz Jurkiewicz 8 · Patryk Kuchczyński 6 · Krzysztof Lijewski 5 · Bartosz Jurecki 5 · Adam Wiśniewski 2 · Jakub Łucak 2 · Karol Bielecki 1 · Michał Jurecki 1 · Kamil Syprzak 1 | 31:30(14:13) | 9 Siarhiej Rutenka · 4 Maksim Babiczew · 4 Dzianis Rutenka · 4 Dmitrij Nikulenkau · 4 Siarhiej Szylowicz · 3 Iwan Brouka · 2 Dzmitrij Kamyszyk | NRGi Arena, Aarhus Widzów: 2 680 Sędzia: Nenad Krstić, Peter Ljubič |
| 19 stycznia 201415:45 | 5× · 4× | 31:30(14:13) | 7× · 3× | NRGi Arena, Aarhus Widzów: 2 680 Sędzia: Nenad Krstić, Peter Ljubič |

| 19 stycznia 201418:00 | Rosja | 27:29(13:20) | Szwecja | NRGi Arena, Aarhus Widzów: 3 070 Sędzia: Zigmārs Stoļarovs, Renārs Līcis |
| 19 stycznia 201418:00 | Konstantin Igropuło 11 · Dmitrij Żytnikow 5 · Siergiej Gorbok 4 · Pawieł Atman 3 · Aleksandr Pyszkin 1 · Egor Ewdokimow 1 · Aleksiej Polakow 1 · Siergiej Szelmienko 1 | 27:29(13:20) | 7 Johan Jakobsson · 4 Kim Ekdahl Du Rietz · 4 Fredrik Petersen · 3 Jonas Källman · 3 Lukas Karlsson · 2 Mattias Zachrisson · 2 Niclas Ekberg · 2 Andreas Nilsson · 1 Jonas Larholm · 1 Tobias Karlsson | NRGi Arena, Aarhus Widzów: 3 070 Sędzia: Zigmārs Stoļarovs, Renārs Līcis |
| 19 stycznia 201418:00 | 2× · 3× | 27:29(13:20) | 6× · 4× · 1× | NRGi Arena, Aarhus Widzów: 3 070 Sędzia: Zigmārs Stoļarovs, Renārs Līcis |

| 19 stycznia 201420:15 | Francja | 27:25(18:17) | Chorwacja | NRGi Arena, Aarhus Widzów: 3 400 Sędzia: Martin Gjeding, Mads Hansen |
| 19 stycznia 201420:15 | Michaël Guigou 7 · Nikola Karabatić 7 · Cédric Sorhaindo 5 · Luc Abalo 3 · Daniel Narcisse 2 · Jerôme Fernandez 1 · William Accambray 1 · Valentin Porte 1 | 27:25(18:17) | 7 Marko Kopljar · 5 Manuel Štrlek · 2 Ivan Čupić · 2 Damir Bičanić · 2 Domagoj Duvnjak · 2 Zlatko Horvat · 1 Igor Vori · 1 Stipe Mandalinić · 1 Jakov Gojun · 1 Josip Valčić · 1 Denis Buntić | NRGi Arena, Aarhus Widzów: 3 400 Sędzia: Martin Gjeding, Mads Hansen |
| 19 stycznia 201420:15 | 2× · 2× | 27:25(18:17) | 5× · 4× | NRGi Arena, Aarhus Widzów: 3 400 Sędzia: Martin Gjeding, Mads Hansen |

| 21 stycznia 201415:45 | Rosja | 25:33(11:16) | Chorwacja | NRGi Arena, Aarhus Widzów: 2 000 Sędzia: Bogdan Nicolae Stark, Romeo Mihai Ștefan |
| 21 stycznia 201415:45 | Aleksiej Polakow 5 · Dmitrij Kowalow 4 · Samwieł Asłanian 4 · Oleg Skopincew 3 · Aleksandr Pyszkin 2 · Daniił Szyszkariow 2 · Siergiej Kudinow 2 · Inal Aflitulin 2 · Dmitrij Żytnikow 1 | 25:33(11:16) | 7 Zlatko Horvat · 5 Igor Vori · 5 Ivan Slišković · 3 Manuel Štrlek · 3 Denis Buntić · 3 Ivan Ninčević · 2 Domagoj Duvnjak · 2 Josip Valčić · 2 Marko Kopljar · 1 Damir Bičanić | NRGi Arena, Aarhus Widzów: 2 000 Sędzia: Bogdan Nicolae Stark, Romeo Mihai Ștefan |
| 21 stycznia 201415:45 | 2× · 3× | 25:33(11:16) | 1× · 2× | NRGi Arena, Aarhus Widzów: 2 000 Sędzia: Bogdan Nicolae Stark, Romeo Mihai Ștefan |

| 21 stycznia 201418:00 | Francja | 39:30(20:16) | Białoruś | NRGi Arena, Aarhus Widzów: 2 100 Sędzia: Nenad Nikolić, Dušan Stojković |
| 21 stycznia 201418:00 | Samuel Honrubia 9 · Guillaume Joli 6 · Valentine Porte 5 · Cédric Sorhaindo 4 · Igor Anic 4 · Daniel Narcisse 4 · Jerôme Fernandez 3 · Mathieu Grebille 3 · Luc Abalo 1 | 39:30(20:16) | 6 Iwan Brouka · 6 Dzmitryj Nikulenkau · 4 Siarhei Szylowicz · 4 Maksim Baranau · 3 Maksim Babiczew · 3 Dmitrij Kamyszyk · 2 Ewgenij Semenow · 1 Wiktar Zaitsau · 1 Aleh Astraszapkin | NRGi Arena, Aarhus Widzów: 2 100 Sędzia: Nenad Nikolić, Dušan Stojković |
| 21 stycznia 201418:00 | 1× · 3× | 39:30(20:16) | 3× · 3× | NRGi Arena, Aarhus Widzów: 2 100 Sędzia: Nenad Nikolić, Dušan Stojković |

| 21 stycznia 201420:15 | Polska | 35:25(15:12) | Szwecja | NRGi Arena, Aarhus Widzów: 3 000 Sędzia: Óscar Raluy Lopez, Ángel Sabroso Ramirez |
| 21 stycznia 201420:15 | Krzysztof Lijewski 6 · Jakub Łucak 5 · Bartłomiej Jaszka 3 · Karol Bielecki 3 · Adam Wiśniewski 3 · Patryk Kuchczyński 3 · Mariusz Jurkiewicz 3 · Kamil Syprzak 3 · Bartosz Jurecki 2 · Michał Szyba 2 · Michał Jurecki 1 · Przemysław Krajewski 1 | 35:25(15:12) | 6 Kim Ekdahl Du Rietz · 4 Johan Jakobsson · 3 Fredrik Petersen · 3 Jonas Källman · 3 Jonas Larholm · 2 Andreas Nilsson · 1 Magnus Persson · 1 Lukas Karlsson · 1 Jesper Nielsen · 1 Mattias Zachrisson | NRGi Arena, Aarhus Widzów: 3 000 Sędzia: Óscar Raluy Lopez, Ángel Sabroso Ramirez |
| 21 stycznia 201420:15 | 3× · 2× | 35:25(15:12) | 1× · 3× | NRGi Arena, Aarhus Widzów: 3 000 Sędzia: Óscar Raluy Lopez, Ángel Sabroso Ramirez |

| 22 stycznia 201415:45 | Rosja | 39:33(23:17) | Białoruś | NRGi Arena, Aarhus Widzów: 700 Sędzia: Ǵorgi Naczewski, Sławe Nikołow |
| 22 stycznia 201415:45 | Dmitrij Kowalow 12 · Oleg Skopincew 7 · Dmitrij Żytnikow 5 · Konstantin Igropuło 3 · Aleksiej Polakow 2 · Aleksandr Pyszkin 2 · Daniił Szyszkariow 2 · Siergiej Kudinow 2 · Siergiej Szelmienko 2 · Pawieł Atman 1 · Samwieł Asłanian 1 | 39:33(23:17) | 9 Iwan Brouka · 6 Dzianis Rutenka · 4 Siarhiej Rutenka · 4 Siarhei Szylowicz · 3 Maksim Babiczew · 2 Aleh Astraszapkin · 2 Barys Puchouski · 1 Makism Baranau · 1 Jewgienij Semenow | NRGi Arena, Aarhus Widzów: 700 Sędzia: Ǵorgi Naczewski, Sławe Nikołow |
| 22 stycznia 201415:45 | 5× · 4× | 39:33(23:17) | 5× · 3× | NRGi Arena, Aarhus Widzów: 700 Sędzia: Ǵorgi Naczewski, Sławe Nikołow |

| 22 stycznia 201418:00 | Francja | 28:30(16:14) | Szwecja | NRGi Arena, Aarhus Widzów: 3 000 Sędzia: Lars Geipel, Marcus Helbig |
| 22 stycznia 201418:00 | Guillaume Joli 4 · Daniel Narcisse 3 · Michaël Guigou 3 · William Accambray 3 · Jerôme Fernandez 3 · Igor Anic 2 · Luc Abalo 2 · Valentin Porte 2 · Samuel Honrubia 2 · Nikola Karabatić 1 · Cédric Sorhaindo 1 · Mathieu Grebille 1 · Alix Nyokas 1 | 28:30(16:14) | 6 Lukas Karlsson · 6 Johan Jakobsson · 5 Andreas Nilsson · 3 Fredrik Petersen · 3 Jonas Källman · 3 Niclas Ekberg · 2 Kim Ekdahl Du Rietz · 1 Jesper Nielsen · 1 Jonas Larholm | NRGi Arena, Aarhus Widzów: 3 000 Sędzia: Lars Geipel, Marcus Helbig |
| 22 stycznia 201418:00 | 1× · 3× | 28:30(16:14) | 5× · 3× | NRGi Arena, Aarhus Widzów: 3 000 Sędzia: Lars Geipel, Marcus Helbig |

| 22 stycznia 201420:15 | Polska | 28:31(15:14) | Chorwacja | NRGi Arena, Aarhus Widzów: 3 700 Sędzia: Václav Horáček, Jiří Novotný |
| 22 stycznia 201420:15 | Michał Jurecki 6 · Krzysztof Lijewski 5 · Bartłomiej Jaszka 4 · Bartosz Jurecki 4 · Patryk Kuchczyński 3 · Adam Wiśniewski 2 · Piotr Chrapkowski 2 · Kamil Syprzak 1 · Jakub Łucak 1 | 28:31(15:14) | 6 Domagoj Duvnjak · 6 Zlatko Horvat · 6 Manuel Štrlek · 5 Damir Bičanić · 4 Marko Kopljar · 3 Ivan Čupić · 1 Ivan Slišković | NRGi Arena, Aarhus Widzów: 3 700 Sędzia: Václav Horáček, Jiří Novotný |
| 22 stycznia 201420:15 | 2× · 4× | 28:31(15:14) | 6× · 3× | NRGi Arena, Aarhus Widzów: 3 700 Sędzia: Václav Horáček, Jiří Novotný |

## Faza finałowa

### Mecz o 5. miejsce
| 24 stycznia 201416:00 | Islandia | 28:27(13:16) | Polska | Jyske Bank Boxen, Herning Widzów: 9 000 Sędzia: Ǵorgi Naczewski, Sławe Nikołow |
| 24 stycznia 201416:00 | Snorri Steinn Guðjónsson 8 · Rúnar Kárason 6 · Gunnar Steinn Jónsson 5 · Stefán Rafn Sigurmannsson 3 · Kári Kristján Kristjánsson 2 · Ásgeir Örn Hallgrímsson 2 · Arnór Þór Gunnarsson 1 | 28:27(13:16) | 5 Patryk Kuchczyński · 4 Krzysztof Lijewski · 4 Adam Wiśniewski · 4 Kamil Syprzak · 3 Bartłomiej Jaszka · 3 Karol Bielecki · 3 Michał Jurecki · 1 Michał Szyba | Jyske Bank Boxen, Herning Widzów: 9 000 Sędzia: Ǵorgi Naczewski, Sławe Nikołow |
| 24 stycznia 201416:00 | 3× · 3× | 28:27(13:16) | 3× · 3× | Jyske Bank Boxen, Herning Widzów: 9 000 Sędzia: Ǵorgi Naczewski, Sławe Nikołow |

### Mecze o miejsca 1–4
|  |             |           |           |                   |    |       |       |       |
|  | Półfinały   | Półfinały | Półfinały |                   |    | Finał | Finał | Finał |
|  | Półfinały   | Półfinały | Półfinały |                   |    | Finał | Finał | Finał |
|  | 24 stycznia |           |           |                   |    |       |       |       |
|  |             |           |           |                   |    |       |       |       |
|  | Dania       | Dania     | 29        |                   |    |       |       |       |
|  | Dania       | Dania     | 29        | 26 stycznia       |    |       |       |       |
|  | Chorwacja   | Chorwacja | 27        |                   |    |       |       |       |
|  | Chorwacja   | Chorwacja | 27        |                   |    | Dania | Dania | 32    |
|  | 24 stycznia |           |           |                   |    | Dania | Dania | 32    |
|  |             |           | Francja   | Francja           | 41 |       |       |       |
|  | Francja     | Francja   | Francja   | Francja           | 41 | 30    |       |       |
|  | Francja     | Francja   |           |                   |    |       |       |       |
|  | Hiszpania   | Hiszpania | 27        |                   |    |       |       |       |
|  | Hiszpania   | Hiszpania | 27        | Mecz o 3. miejsce |    |       |       |       |
|  |             |           |           |                   |    |       |       |       |
|  | 26 stycznia |           |           |                   |    |       |       |       |
|  |             |           |           |                   |    |       |       |       |
|  | Chorwacja   | Chorwacja | 28        |                   |    |       |       |       |
|  | Chorwacja   | Chorwacja | 28        |                   |    |       |       |       |
|  | Hiszpania   | Hiszpania | 29        |                   |    |       |       |       |
|  | Hiszpania   | Hiszpania | 29        |                   |    |       |       |       |

| 24 stycznia 201418:30 | Francja | 30:27(12:14) | Hiszpania | Jyske Bank Boxen, Herning Widzów: 14 000 Sędzia: Nenad Krstić, Peter Ljubič |
| 24 stycznia 201418:30 | Luc Abalo 8 · Valentin Porte 7 · Michaël Guigou 5 · Daniel Narcisse 5 · Cédric Sorhaindo 2 · Nikola Karabatić 2 · Guillaume Joli 1 | 30:27(12:14) | 10 Joan Cañellas · 5 Julen Aguinagalde · 4 Raúl Entrerríos · 2 Jorge Maqueda · 2 Víctor Tomás · 1 Antonio García · 1 Valero Rivera · 1 Viran Morros · 1 Cristian Ugalde | Jyske Bank Boxen, Herning Widzów: 14 000 Sędzia: Nenad Krstić, Peter Ljubič |
| 24 stycznia 201418:30 | 6× · 3× · 1× | 30:27(12:14) | 4× · 4× | Jyske Bank Boxen, Herning Widzów: 14 000 Sędzia: Nenad Krstić, Peter Ljubič |

| 24 stycznia 201421:00 | Dania | 29:27(13:15) | Chorwacja | Jyske Bank Boxen, Herning Widzów: 14 000 Sędzia: Lars Geipel, Marcus Helbig |
| 24 stycznia 201421:00 | Anders Eggert 8 · René Toft Hansen 4 · Mads Christiansen 3 · Lasse Svan Hansen 3 · Mikkel Hansen 2 · Mads Mensah Larsen 2 · Jesper Nøddesbo 2 · Kasper Søndergaard Sarup 2 · Thomas Mogensen 2 · Hans Lindberg 1 | 29:27(13:15) | 6 Marko Kopljar · 6 Zlatko Horvat · 5 Domagoj Duvnjak · 3 Ivan Čupić · 3 Damir Bičanić · 2 Manuel Štrlek · 1 Igor Vori · 1 Ivan Slišković | Jyske Bank Boxen, Herning Widzów: 14 000 Sędzia: Lars Geipel, Marcus Helbig |
| 24 stycznia 201421:00 | 6× · 4× | 29:27(13:15) | 6× · 4× | Jyske Bank Boxen, Herning Widzów: 14 000 Sędzia: Lars Geipel, Marcus Helbig |

| 26 stycznia 201415:00 | Chorwacja | 28:29(13:16) | Hiszpania | Jyske Bank Boxen, Herning Widzów: 14 000 Sędzia: Bogdan Nicolae Stark, Romeo Mihai Ștefan |
| 26 stycznia 201415:00 | Domagoj Duvnjak 8 · Denis Buntić 5 · Zlatko Horvat 3 · Manuel Štrlek 3 · Ivan Slišković 3 · Ivan Čupić 2 · Željko Musa 2 · Marko Kopljar 1 · Igor Vori 1 | 28:29(13:16) | 8 Joan Cañellas · 7 Julen Aguinagalde · 4 Jorge Maqueda · 2 Cristian Ugalde · 2 Raúl Entrerríos · 2 Daniel Sarmiento · 1 Gedeón Guardiola · 1 Valero Rivera · 1 Albert Rocas · 1 Viran Morros | Jyske Bank Boxen, Herning Widzów: 14 000 Sędzia: Bogdan Nicolae Stark, Romeo Mihai Ștefan |
| 26 stycznia 201415:00 | 3× · 3× | 28:29(13:16) | 3× · 3× | Jyske Bank Boxen, Herning Widzów: 14 000 Sędzia: Bogdan Nicolae Stark, Romeo Mihai Ștefan |

| 26 stycznia 201417:30 | Dania | 32:41(16:23) | Francja | Jyske Bank Boxen, Herning Widzów: 14 000 Sędzia: Óscar Raluy Lopez, Ángel Sabroso Ramirez |
| 26 stycznia 201417:30 | Mikkel Hansen 9 · Hans Lindberg 6 · Henrik Møllgaard 4 · Jesper Nøddesbo 3 · Mads Christiansen 2 · Bo Spellerberg 2 · Thomas Mogensen 2 · Mads Mensah Larsen 1 · René Toft Hansen 1 · Anders Eggert 1 · Kasper Søndergaard Sarup 1 | 32:41(16:23) | 10 Michaël Guigou · 9 Valentin Porte · 7 Luc Abalo · 6 Daniel Narcisse · 5 Nikola Karabatić · 2 Cédric Sorhaindo · 2 Alix Nyokas | Jyske Bank Boxen, Herning Widzów: 14 000 Sędzia: Óscar Raluy Lopez, Ángel Sabroso Ramirez |
| 26 stycznia 201417:30 | 3× · 3× | 32:41(16:23) | 3× · 3× | Jyske Bank Boxen, Herning Widzów: 14 000 Sędzia: Óscar Raluy Lopez, Ángel Sabroso Ramirez |

## Klasyfikacja końcowa
| Miejsce | Reprezentacja      | Składy/charakterystyki | Uwagi          |
| ------- | ------------------ | ---------------------- | -------------- |
| złoto   | Francja            |                        | awans: MŚ 2015 |
| srebro  | Dania              |                        | awans: MŚ 2015 |
| brąz    | Hiszpania          |                        |                |
| 4.      | Chorwacja          |                        | awans: MŚ 2015 |
| 5.      | Islandia           |                        |                |
| 6.      | Polska             |                        |                |
| 7.      | Szwecja            |                        |                |
| 8.      | Węgry              |                        |                |
| 9.      | Rosja              |                        |                |
| 10.     | Macedonia Północna |                        |                |
| 11.     | Austria            |                        |                |
| 12.     | Białoruś           |                        |                |
| 13.     | Serbia             |                        |                |
| 14.     | Norwegia           |                        |                |
| 15.     | Czechy             |                        |                |
| 16.     | Czarnogóra         |                        |                |

## Nagrody indywidualne
Nagrody indywidualne otrzymali:
| MVP              | Najlepszy strzelec | Najlepszy bramkarz     | Najlepszy lewoskrzydłowy | Najlepszy lewy rozgrywający | Najlepszy środkowy rozgrywający | Najlepszy prawy rozgrywający | Najlepszy prawoskrzydłowy | Najlepszy obrotowy |
| ---------------- | ------------------ | ---------------------- | ------------------------ | --------------------------- | ------------------------------- | ---------------------------- | ------------------------- | ------------------ |
| Nikola Karabatić | Joan Cañellas      | Niklas Landin Jacobsen | Guðjón Valur Sigurðsson  | Mikkel Hansen               | Domagoj Duvnjak                 | Krzysztof Lijewski           | Luc Abalo                 | Julen Aguinagalde  |